# Chlosyne pasadenae
Chlosyne pasadenae är en fjärilsart som beskrevs av Gunder 1924. Chlosyne pasadenae ingår i släktet Chlosyne och familjen praktfjärilar. Inga underarter finns listade i Catalogue of Life.